# Onsterfelijken

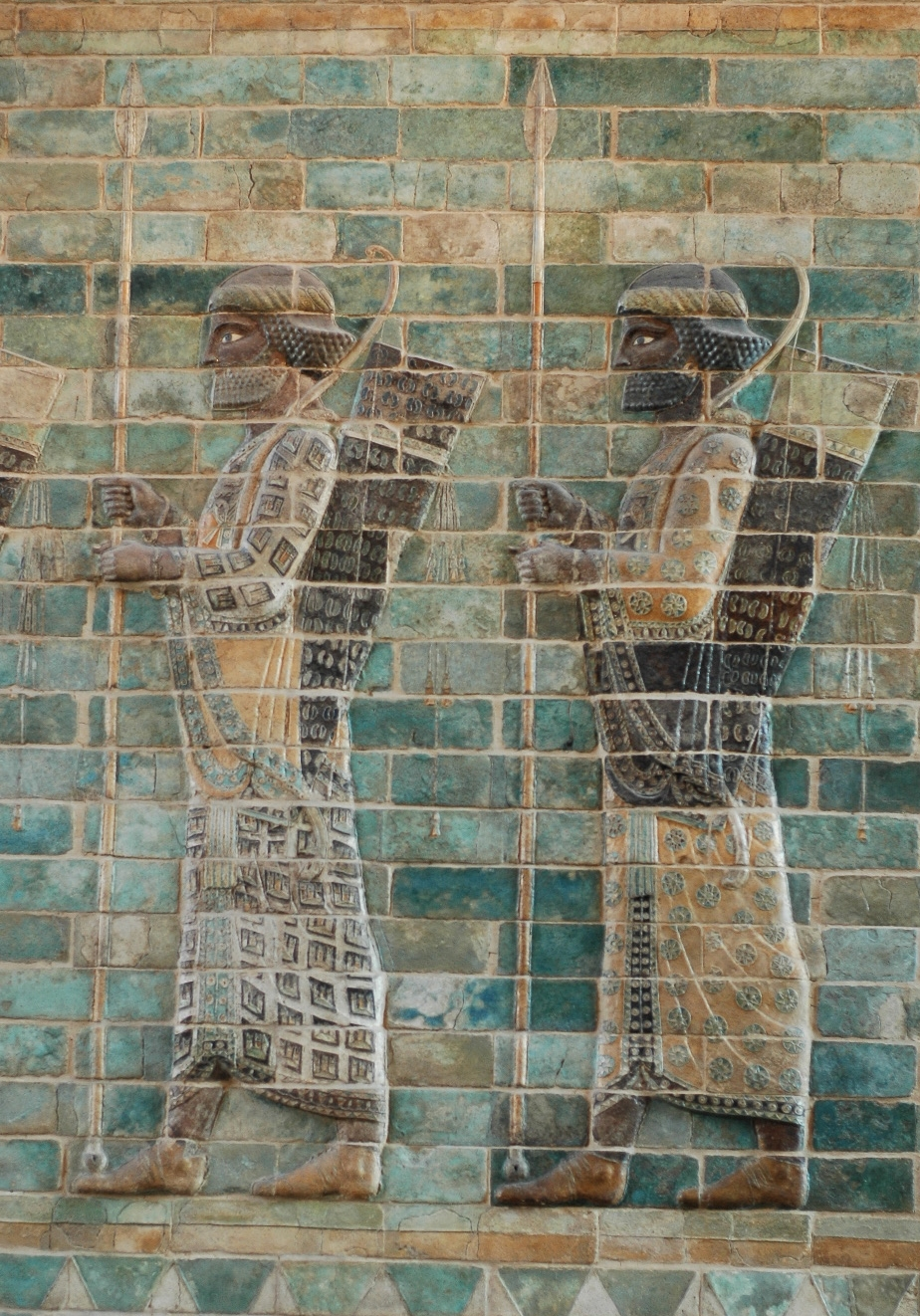
Onsterfelijken, afgebeeld in Susa

De Onsterfelijken was de benaming van de oud-Griekse historicus Herodotus voor een elitekrijgsmacht in het Perzische Rijk van de Achaemeniden. De Onsterfelijken waren zowel een keizerlijke garde als een legereenheid tijdens de Perzische Oorlogen.

## Herodotus
Herodotus beschrijft de Onsterfelijken als de meest gevreesde legereenheid van het Achaemenidische leger, bestaande uit precies 10.000 zwaarbewapende manschappen. Als een van deze soldaten gedood of ziek werd, werd deze meteen vervangen. Zo telde het aantal manschappen altijd 10.000, vandaar de naam "Onsterfelijken".

## Geschiedenis
De Onsterfelijken speelden een belangrijke rol tijdens de verovering van Babylon door Cyrus II de Grote, de verovering van het oude Egypte door Cambyses II en de verovering van koninkrijken in het westen van India door 
Darius I. Verder speelden ze een bepalende rol bij de Slag bij Thermopylae en bezetten ze delen van het oude Griekenland onder Mardonius.

## Bewapening

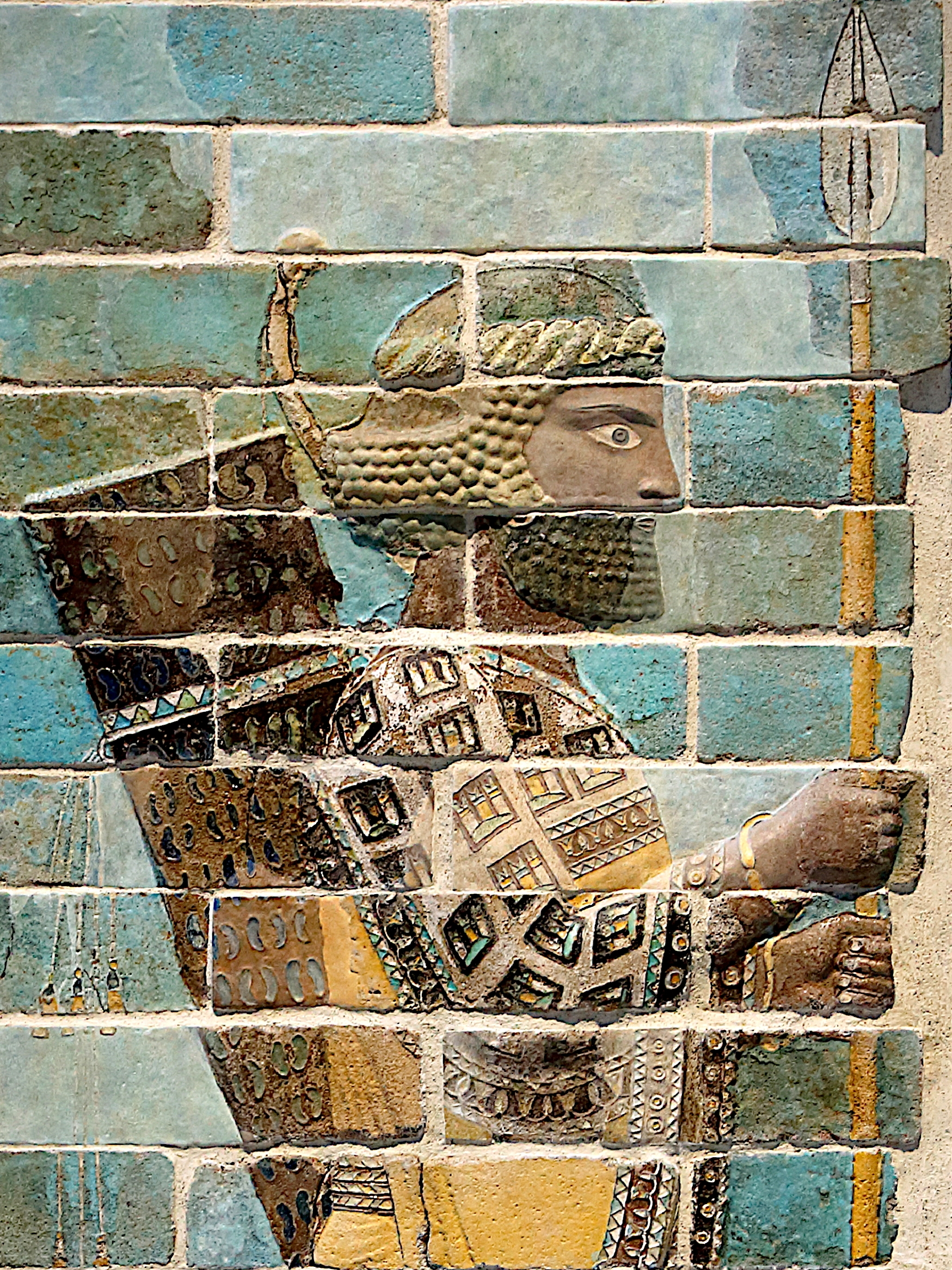
Bewapening van de speervechter toegewezen aan het paleis van Susa, Iran

De Onsterfelijken waren bewapend met schilden, korte speren, zwaarden of grote dolken en pijl-en-boog. Onder hun gewaad droegen ze een schubbenpantser. Het regiment werd gevolgd door een karavaan van rijtuigen, kamelen en muilezels die benodigdheden meevoerden, samen met concubines en bedienden.
Als hoofddeksel droegen de Onsterfelijken een Perzische tiara, mogelijk ter bescherming van het gezicht voor wind en stof in de Perzische vlaktes.